# Militära grader i Förenta Staternas armé under andra världskriget
Militära grader i Förenta Staternas armé under andra världskriget visar de militära graderna och gradbeteckningarna i den amerikanska armén under andra världskriget, samt de militära gradernas svenska motsvarigheter under samma tidsperiod.

## Officerare
|                     |         |                    |               |                   |
| General of the Army | General | Lieutenant General | Major General | Brigadier General |
| Armégeneral         | General | Generallöjtnant    | Generalmajor  | Brigadgeneral     |

|         |                                     |       |         |                  |                   |
| Colonel | Lieutenant Colonel tilltal: Colonel | Major | Captain | First Lieutenant | Second Lieutenant |
| Överste | Överstelöjtnant                     | Major | Kapten  | Löjtnant         | Fänrik            |

## Warrant officers 1941-1954
Warrant Officers var sedan 1918 en befälskategori i den amerikanska armén, som rangmässigt var placerad mellan officer och underofficer. Det var då en kategori som bara omfattade fartygschefer, styrmän och maskinister vid kustartilleriets minläggningsväsende; från 1920 skedde utnämningar även som expeditionsbefäl, förrådsförvaltare och musikdirektörer.
| Chief Warrant Officer                   | Warrant Officer Junior Grade            | Warrant Officer Junior Grade |
| --------------------------------------- | --------------------------------------- | ---------------------------- |
|                                         |                                         |                              |
| Chief Warrant Officer                   | Warrant Officer                         | Flight Officer 1942-1947     |
| saknade egentlig motsvarighet i Sverige | saknade egentlig motsvarighet i Sverige | Fältflygare                  |

Warrant officers expanderade kraftigt under andra världskriget; 1942 fanns warrant officers inom 40 yrkesgrenar.

## Underofficerare, underbefäl och manskap
Underofficerare, underbefäl och manskap utgjorde under namnet Enlisted en enhetlig personalkategori i den amerikanska armén.

### 1920–1942
| Grade 1         | Grade 2                    | Grade 2            | Grade 3        | Grade 4  | Grade 5  | Grade 6                                                             | Grade 7              |
| --------------- | -------------------------- | ------------------ | -------------- | -------- | -------- | ------------------------------------------------------------------- | -------------------- |
|                 |                            |                    |                |          |          |                                                                     | ingen gradbeteckning |
| Master Sergeant | First Sergeant             | Technical Sergeant | Staff Sergeant | Sergeant | Corporal | Private First Class Specialist First Class - Specialist Sixth Class | Private              |
| Fanjunkare      | Fanjunkare kompaniadjutant | Fanjunkare         | Sergeant       | Furir    | Korpral  | Vicekorpral Beställningsmän                                         | Menig                |

Specialists, beställningsmän, var en personalkategori vilken tjänstgjorde i en befattning som krävde särskild yrkesskicklighet. De hade vicekorprals tjänstegrad, men avlönades i samma eller högre lönegrad. Specialist 1 hade lön som fanjunkare, Specialist 2 som kompaniadjutant, Specialist 3 som sergeant, Specialist 4 som furir, Specialist 5 som korpral, Specialist 6 som vicekorpral.

### 1942-1948
| 1st Grade       | 1st Grade                  | 2nd Grade          | 3rd Grade      | 3rd Grade                            | 4th Grade | 4th Grade                        | 5th Grade | 5th Grade                          | 6th Grade           | 7th Grade            |
| --------------- | -------------------------- | ------------------ | -------------- | ------------------------------------ | --------- | -------------------------------- | --------- | ---------------------------------- | ------------------- | -------------------- |
|                 |                            |                    |                |                                      |           |                                  |           |                                    |                     | Ingen gradbeteckning |
| Master Sergeant | First Sergeant             | Technical Sergeant | Staff Sergeant | Technician Third Grade               | Sergeant  | Technician Fourth Grade          | Corporal  | Technician Fifth Grade             | Private First Class | Private              |
| Fanjunkare      | Fanjunkare kompaniadjutant | Sergeant           | Överfurir      | Beställningsman överfurirs vederlike | Furir     | Beställningsman furirs vederlike | Korpral   | Beställningsman korprals vederlike | Vicekorpral         | Menig                |

## Rangordning 1943
1. General of the Armies of the United States
2. General
3. Lieutenant General
4. Major General
5. Brigadier General
6. Colonel
7. Lieutenant Colonel
8. Major
9. Captain
10. First Lieutenant
11. Second Lieutenant
12. Warrant Officer
13. Warrant Officer Junior Grade; Flight Officer
14. Warrant Officer, Army Mine Planter Service
15. Cadet, U.S.M.A.
16. Flying Cadet
17. Master Sergeant; First Sergeant
18. Technical Sergeant
19. Staff Sergeant
20. Technichian Third Grade
21. Sergeant
22. Technichian Fourht Grade
23. Corporal
24. Technichian Fifth Grade
25. Private First Class
26. Private

Källa: